# José Ramón Cancer Matinero
José Ramón Cancer Matinero fue un fotógrafo y ensayista español, residente en Valencia desde 1953. Doctor en Historia del Arte por la Universidad de Valencia. Académico numerario de la Real Academia de Bellas Artes de San Carlos, fotógrafo e historiador. 
Participó en la fundación, en 1989, de la Sociedad Valenciana de Historia de la Fotografía. Socio de mérito de la Agrupación Fotográfica de Guadalajara.

## Exposiciones fotográficas

### Individuales
1979 Sala Tretze, Valencia.
1980 Sala agrupación fotográfica de Guadalajara, Guadalajara.
1981-1982 Sala Zurbarán del Excmo. Ateneo, Sevilla.
1981 Sala agrupación fotográfica de Guadalajara, Guadalajara.
1982 Sala Banco de Huesca, Barbastro (Huesca).
1982 Sala agrupación fotográfica de Guipúzcoa, San Sebastián.
1982 Sala Spectrum, Zaragoza.
1983 Visor centre fotogràfic, Valencia.
1983 Museo Nacional de Cerámica González Martí, Valencia
1984 Centre d´ativitats fotogràfiques, Castellón de la Plana
1984 Galería sociedad fotográfica, Salamanca.
1985 Casa de cultura Capellà Pallarés, Sagunto.
1986 Sala agrupación fotográfica de Guadalajara, Guadalajara.
1986 Sala público local, Valencia.
1987 Casa de la cultura del ayuntamiento, Barbastro (Huesca).
1987 Sala Gil Marraco, Zaragoza.
1994 Sala Lisboa, Valencia (Exposición 25 años de abstracción organizada por El día de la foto  y patrocinada por la Consellería de Cultura de la Generalidad Valenciana. Se editó catálogo con las 25 obras expuestas).
2013 Universitat Politècnica de València. Espai [en vitrina]: "Homenaje a Kandinsky (Punto y línea sobre el plano)".

### Colectivas
1972-1976 Exposiciones itinerantes por Colegios Universitarios.
1973-1975 Exposiciones itinerantes por diversos países de América del Sur, formando parte del Sv semperit de Wimpassing  (Austria).
1980 Aspectes de la fotografía al País Valencià , Sala Parpalló (Valencia).
1981 I Mostra cuktural, Ayuntamiento de Alcoy (Alicante).
1983 Fotografía actual valenciana, Foro Cívico Cultural de Pozuelo de Alarcón.
1984 I Jornades fotogràfiques a València, Delegación del Gobierno, Valencia.
1984 Fotografía actual valenciana, Centre Cultural de la Caixa de Terrassa, Primavera Fotogràfica a Catalunya.
1984 Ciudad de Córdoba, Salón Afoco (proyección de diapositivas).
1985 I Muestra de fotografía española, Salamanca.
1985 I Bienal de la fotografía artística, Posada del Potro, Córdoba.
1986 Contrastes, Círculo de Bellas Artes, Valencia.
1986 Historia de la fotografía española contemporánea (1950-1986), Sevilla.
1987 Sala Caja de Ahorros de Onteniente en Gandia (Valencia).
1988 Flores, Círculo de Bellas Artes, Valencia.
1987 Valencia imagen, Salón Dorado de La Lonja, Valencia.
1988 Flores, Círculo de Bellas Artes, Valencia.
1989 En la memoria de Juan Rivera, Puerto Real (Cádiz).
1990 10 Homenajes a Julio Cortázar, Galería Railowsky, Valencia.
1990 Valencia imagen, Centro Cultural Caja de Ahorros de Valencia.
1990 5 años 25 homenajes, Galería Railowsky, Valencia.
1990 Valencia Late 2. Imatge fotogràfica , Sala Ateneo Mercantil, Valencia.
1991 Foto Pau, Sala Café Lisboa, Valencia.
1991 Cuatro direcciones. Fotografía española contemporánea 1970-1990 (obra en libro de referencia y
video-disco) Centro de Arte Reina Sofía, Madrid.
1992 Emigrantes, Sala Café Lisboa, Valencia.
1993 Tots compatim la sida, Sala Café Lisboa, Valencia.
1993 Cuatro direcciones, Centro Cultural Bancaixa, Valencia.
1994 Som Europeus, Sala Café Lisboa, Valencia.
1994 Autor-retratos, Sala Railowsky, Valencia.
1994 25 fotógrafos valencianos, Mie (Japón). Selección efectuada por el I.V.A.M. para la Exposición Mundial.
1995 10X9=90, Galería Railowsky, Valencia.
1996 20 años después, el día de la foto, Valencia.
1998 70 años de Foto Club, el día de la foto, Valencia.
2005 Subasta pro Indochina, Sala Foto-Club, Valencia
2005 La fotografía en la colección del IVAM, Centre Julio González, Instituto Valenciano de Arte Moderno, Valencia.
2006 Subasta pro ong terra Pacífico, Galería Railowsky, Valencia.
2009 Académicos 2009, Sala Ademuz Espai D’Art, Valencia.
2010 Especial Semana Santa, Exposición virtual en News, Córdoba.

### Obras en Museos e Instituciones
- IVAM, Centre Julio González de Valencia.
- Bibliothèque Nationale, París.
- Museo Nacional, Centro de Arte Reina Sofía, Madrid.
- Fototeca de la Agrupación Fotográfica de Guadalajara.
- Caja de Ahorros de San Fernando, Sevilla.
- Librería y Fotogalería Railowsky, Valencia.
- Fototeca del Ayuntamiento de Córdoba.
- CD Fotógrafos fin de milenio, volumen 3.

## Comisariado de exposiciones
- 1991 Vicente Peydró (1887-1955), Fotogalería Railowsky, Valencia.
- 1992 Fotografía pictorialista valenciana, Ateneo Mercantil, Valencia.
- 1992 Memoria de la luz (Coordinación y selección de imágenes), Ateneo Mercantil, Valencia.
- 1992 La galería de las vanidades, Ateneo Mercantil, Valencia.
- 1992 Julio Matutano Benedito (1892-1947), Fotogalería Railowsky, Valencia.
- 1994 Alfredo Sanchis, Fotogalería Railowsky, Valencia.
- 1996 Emmanuel Sougez, Sala Parpalló, Centro Cultural la Beneficencia, Valencia.
- 1997 Huella del tiempo, Museu d´Etnologia, Valencia.
- 1997 El modernismo en la Comunidad Valenciana (asesor científico, área de Fotografía). Centro Cultural La Beneficencia, Valencia.
- 1998 Enric Chenovart. Espacios Lumínicos, Teatro romano, Sagunto.
- 2006 Miradas industriales: huellas humanas, Museo de Bellas Artes, Valencia.
- 2009 Académicos 2009 (coordinador), Ademuz Espai D’Art, Valencia
- 2011 Colección Díaz Prósper, patrimonio y memoria. Fotografías 1839-1900, Universidad de Valencia[1]

## Escritos

### Ensayos en catálogos de exposiciones
- “El cuerpo observado”, en I bienal de la fotografía artística, Córdoba, Ayuntamiento de Córdoba, 1985.
- “Imágenes liberadas de lo concreto”, en Juan Vaca obra antológica, Córdoba, Ediciones Posada del Potro, Ayuntamiento de Córdoba, 1990.
- “Espacio y fotografía”, en Valencia LATE: imarge fotogràfica, Valencia, Generalitat Valenciana, 1990.
- “Al hilo de un cumpleaños”, en Exposición retrospectiva de los Salones de Otoño de fotografía de la Caja de Sagunto, Sagunto, Caja Sagunto, 1991.
- “Vicente Peydró”, en Vicente Peydró, Valencia, Fotogalería Railowsky, 1991.
- “Y por qué no?”, en día de la foto, Valencia, Amigos del Día de la Foto, 1993.
- “Un fotógrafo con sensibilidad artística”, en Alfredo Sanchís Soler, fotografías, Guadalajara, Patronato Municipal de Cultura del Ayuntamiento de Guadalajara, 1994.
- “Emmanuel Sougez: un hombre que hacía fotos”, en Emmanuel Sougez, Valencia, Diputación de Valencia, 1996.
- “Aspetos fotográficos: 1890-1914”, en El Modernismo en la Comunidad Valenciana, Valencia, Generalitat Valenciana, 1997.
- “La construcción de una imagen fotográfica”, en Enric Chenovart (Espacios Luminosos), Valencia, Generalitat Valenciana, 1998.
- “Enric Chenovart: un caso particular de construcción”, en Enric Chenovart (Espacios Luminosos), Valencia, Generalidad Valenciana, 1998.
- “Imágenes liberadas de lo concreto”, en “Juan Vacas, obra antológica 1964-1999” Córdoba, Diputación de Córdoba,1999. ISBN 84-8154-868-5
- “Cualladó, segrestat”, en Homenatge a Gabriel Cualladó, Valencia, Instituto Valenciano de Arte Moderno, IVAM, 2003.
- “Bodegones industriales”, en Ferran Mañez. Arqueología Industrial, Valencia, Universidad Politécnica de Valencia, 2005. ISBN 84-9705-723-6
- “Miradas industriales: huellas humanas”, en Miradas industriales: Huellas humanas, Valencia, Generalitat Valenciana, 2006. ISBN 84-482-4301-3
- “Vicente Barberá Masip”, en Miradas industriales: Huellas humanas, Valencia, Generalidad Valenciana, 2006. ISBN 84-482-4301-3
- “Informar de prop. Luis Vidal i José Lázaro”, en València, la ciutat dels sabuts.70 aniversari del II Congrés Internacional D’Escritors per a la defensa de la cultura, Valencia, Societat Coral El Micalet, 2007.
- “Antonio García. Notas sueltas” en Antonio García Fotógrafo, Valencia, Generalitat Valenciana, 2007. ISBN 978-84-482-4720-1
- “Colección fotográfica Díaz Prósper: Huella, ruina, memoria y patrimonio” en Colección Díaz Prósper, patrimonio y memoria. Fotografías 1839-1900, Valencia, Universidad de Valencia, 2011. ISBN 978-84-370-8013-0

### Ponencias y comunicaciones en libros de actas de congresos
- “Fotografía, Pedagogía y Crítica, sugerencias de futuro”, en Reflexiones sobre la crítica de Arte, Valencia, Consellería de Cultura de la Generalitat Valenciana,1990.
- “Enfoque y color”, en Actas del 2º Congreso Nacional de Color, Valencia, Asociación de Investigación de Óptica, 1991.
- “Fenomenología fotográfica en la ciudad de Valencia 1980-1989”, en El arte valenciano en la década de los ochenta, Valencia, AVCA y Generalitat Valenciana, 1993.
- “Antes y después”, en Jornadas de estudio nueva lente (Inicio y Desarrollo de la Fotografía de Creación en España), Madrid, Comunidad de Madrid, 1995.
- “Ausencia de nomenclatura”, en Jornadas de estudio nueva lente (Inicio y Desarrollo de la Fotografía de Creación en España), Madrid, Comunidad de Madrid, 1995.
- “La fotografía española en los ochenta”, en Los ochenta algo más que una década, VII Congreso nacional de la Asociación española de críticos de arte, Huesca, AECA y Ayuntamiento de Huesca, 1995.
- “La imagen comunicada”, en Hecho artístico y medios de comunicación, Valencia, Diputación de Valencia, Institució Alfons el Magnànim, 1999.
- “Las puertas útiles del euro”, en Arte y funcionalidad, Valencia, Universidad Politécnica de Valencia, 2002.
- “Fotografía: claves para su estudio histórico”, en Actas segundo congreso de historia de fotografía, Zarauz, Photomuseum, 2007.
- “La fotografía valenciana entre dos siglos”, en El arte valenciano en la época de Sorolla 1863-1923 (ciclo de conferencias), Valencia, Real Academia de Bellas Artes de San Carlos, 20008.
- “La fotografía valenciana a principios del siglo XX”, en El contexto artístico-cultural valenciano en torno a la Exposición Regional de 1909 (ciclo de conferencias), Valencia, Real Academia de Bellas Artes de San Carlos, 20010. ISBN 978-84-936225-8-9.
- “La fotografía en la Comunidad Valenciana en las últimas tres décadas”, en Los últimos 30 años del Arte Valenciano Contemporáneo (ciclo de conferencias), Valencia, Real Academia de Bellas Artes de San Carlos, vol. II, 20013. ISBN 978-84-938788-4-9.

### Libros
- Fotografía pictorialista valenciana,[2] Valencia, Generalitat Valenciana, 1992. ISBN 84-7890-967-2
- La galería de les vanitats. El fotògraf al seu estudi,[3] Valencia, Generalidad Valenciana, 1992. ISBN 84-7890-968-0
- Julio Matutano: 1892-1947, Valencia, Railowsky,[4] 1993. ISBN 84-604-5318-9
- La fotografía subacuática paso a paso: guía práctica, (coautor junto Roberto Martí Mira). Valencia, Amigos de El Día de la Foto, 1995. ISBN 84-605-4435-4
- Huella del tiempo. Aspectos etnográficos de la colección Díaz Prósper, Valencia,[5] Diputación de Valencia, 1997. ISBN 84-7795-102-0
- Alfredo Sanchís Soler: Miradas y visiones de un fotógrafo, Valencia, Institució Alfons el Magnànim, 1999. ISBN 84-7822-282-0
- Vicente Peydró. Una mirada personal. Valencia, Ayuntamiento de Valencia, 2004. ISBN 84-8484-126-X
- Santiago Bernal: Mirada viva,[6] Guadalajara, Aache ediciones, 2005. ISBN 84-96236-51-X
- Retratistas fotógrafos en Valencia (1840-1900), Valencia, Institució Alfons el Magnànim, 2006. ISBN 84-7822-462-9

* Homenaje a Kandinsky (Punto y línea sobre el plano), Valencia, Editorial Universitat Politècnica de València, 2013. ISBN 978-84-9048-161-5

### Otras publicaciones de interés
- "Gabriel Cualladó", en catálogo Gabriel Cualladó Fotografías, Valencia, Visor Centre Fotografic, 1982.
- "Tomas Bueno", en catálogo Fotografías de Tomas Bueno, Jaén, Universidad Popular Municipal, 1986.
- "Fotografías", en catálogo José de Juan Chirivella, Guadalajara, Agrupación Fotográfica, 1986.
- "La fotografía es fotografía", Cimal, n.º 31, Valencia, 1987.
- "Ficción", en catálogo Francisco Moltó Esquembre, Madrid, Galería Quorum, 1987.
- "La fotografía es fotografía", Diario Cuadernos del Sur, Córdoba, día 3-XII-1987.
- "Valencia 1950-1989", en El Temps (Especial 150 Aniversario de la Fotografía), Valencia, 1989.
- "Alfonso Garcés y José Miguel de Miguel", en Catálogo Interarte, Valencia, Librería Railowsky, 1989.
- "Fotografías", en catálogo Homenatge al Tirant, Gandia, Universidad Popular de Gandia, 1990.
- “El pictorialismo: concepto y evolución”,  en Historia de la fotografía valenciana, Levante-EMV, 1990. ISBN 84-87502-09-1
- "Reflexiones sobre la fotografía pictórica", Cartelera Turia n.º 1360, Valencia, 1990.
- “Gabriel Cualladó”, en Historia de la fotografía valenciana, Levante-EMV, 1990. ISBN 84-87502-09-1
- "Miguel Botella Donderis", en catálogo Miguel Botella Donderis 1982-1968, Valencia, Fotogaleria Railowsky, 1990.
- "Los 60 y su circunstancia en la ciudad de Valencia", Cartelera Turia, n.º 1360, Valencia, 1990.
- "Reporteros románticos", en Manuel Cruzado (Serie Fotógrafos en la Posada del Potro, n.º 65), Córdoba, Ayuntamiento, 1991.
- "Apreciacions sobre el concurs", en Concurs de fotografía Vila de Paterna', Paterna, Casa de la Cultura, 1993.
- "Mateo Gamón", en Banda aparte, Valencia, 1994.
- "Breve aproximación a la historia", en La fotografía subacuática paso a paso: guía práctica, Valencia, Amigos de El Día de la Foto, 1995.
- "Reflexiones sobre la fotografía", en La fotografía subacuática paso a paso: guía práctica, Valencia, Amigos de El Día de la Foto, 1995.
- "Retrats del XIX", Pensat I Fet, Valencia, 1995.
- "Memorias de una mirada" en catálogo Sonia Torres, Rubielos de Mora, Ayuntamiento, 1996.
- "Els ninots de Paco Sanz[8] en la colección Díaz Prósper", en Día de la foto, Valencia, Amigos de El Día de la Foto, 1997.
- “Francisco Sancho”, en catálogo Francisco Sancho Blasco, Valencia, Agfoval, 1998
- “La mirada de Segura Gavilá”, en catálogo J. Segura Gavilá, Galería Isabel Bilbao, 1998, Javea (Alicante).
- “La fotografía algo más que una criada”, Ars Longa, cuadernos de arte, n.º 7-8, Universidad de Valencia, Departamento de Historia del Arte, 1999, Valencia.
- “A modo de prólogo”, en Sollana. Memoria gráfica 1881-1970, Ayuntamiento de Sollana, Sollana, 2000.
- “Daguerreotipo y Bellas Artes en la Valencia del siglo XIX”, Archivo de Arte Valenciano 2003, Real Academia de Bellas Artes de San Carlos, Valencia, 2004. ISBN 84-934040-1-2. ISSN 0211-5808
- “Platino y patrimonio” en catálogo 75 Aniversari (1928-2003), Foto-Club, Valencia, 2004.
- “Paco Sancho: Einfühlung”, en Paco Sancho fotografies, Ederki Lan S.L., Bilbao, 2004.
- “A propósito de las fotografías de la firma Laurent”, en Las fotografías valencianas de J. Laurent, Ayuntamiento de Valencia, 2003. ISBN 84-8484-069-7
- “Patrimonio fotográfico valenciano: claves de estudio”, Archivo de Arte Valenciano 2006, Real Academia de Bellas Artes de San Carlos, Valencia, 2007. ISBN 84-934040-8-X. ISSN 0211-5808
- “Tras la huella de Renau”, Archivo de Arte Valenciano 2006, Real Academia de Bellas Artes de San Carlos, Valencia, 2007. ISBN 84-934040-8-X. ISSN 0211-5808
- “Fotografía de A. García”, Archivo de Arte Valenciano 2007, Real Academia de Bellas Artes de San Carlos, Valencia, 2008. ISBN 978-84-934040-7-9. ISSN 0211-5808
- “La fotografía valenciana entre dos siglos” en El Arte Valenciano en la época de Sorolla, 1863-1923. Real Academia de Bellas Artes de San Carlos, Valencia, 2008. ISBN 978-84-936225-2-7
- “El camino a seguir”, Archivo de Arte Valenciano 2008, Real Academia de Bellas Artes de San Carlos, Valencia, 2009. ISSN 0211-5808
- “Una mirada particular: Arte y Naturaleza + Fotografía”, Archivo de Arte Valenciano 2009, Real Academia de Bellas Artes de San Carlos, Valencia, 2010. ISSN 0211-5808
- “Analizando fuentes[9]”, Archivo de Arte Valenciano 2010, Real Academia de Bellas Artes de San Carlos, Valencia, 2010. ISSN 0211-5808

## Otras actividades
- 1970 a 1973 Dirige la revista Agfoval, editada por la Agrupación Fotográfica Valenciana, Valencia.
- 1971 a 1975 Colabora con los grupos de teatro El rotgle (Valencia), Els pavesos (Valencia) y La cuadra (Sevilla).
- 1979 a 1984 Asesoramiento técnico del Salón de Otoño de Fotografía de Sagunto, patrocinado por la Caja de Ahorros de Sagunto.
- 1986 a 1988 Fundador y director del grupo Fotocírculo, Círculo de Bellas Artes de Valencia.
- 1986 a 1988 Forma parte de la Junta Rectora del Círculo de Bellas Artes de Valencia, con la categoría de vocal.
- 1987 Dirige y modera la mesa redonda “La imagen interpretada” en Jornadas Valencia imagen 87, Centro Aragonés de Valencia.
- 1987 a 2000 Asesor de la Fotogalería Railowsky, Valencia.
- 1988 Ingresa en la Asociación Valenciana de Críticos de Arte y en la Asociación Nacional de Críticos de Arte.
- 1989 Cofundador de la Sociedad fotográfica de la historia de la fotografía, desempeñando el cargo de Secretario hasta el año 1993.
- 1990 Realiza la fotografía para el cartel anunciador de Macbeth por encargo del Centre Dramatic de la Generalitat Valenciana.
- 1990 Reportaje sobre la procesión del Corpus de Valencia, por encargo de la Conselleria de Cultura de la Generalitat Valenciana.
- 1990 Nombrado Gerente por la Asociación de Fotógrafos Profesionales de Publicidad y Moda de la Comunidad Valenciana. Participa en la Feria Photokina de Colonia (Alemania).
- 1992 Participa como ponente en la mesa redonda “Panorama Fotográfico en Valencia”, celebrada en el Club Diario Levante, Valencia.
- 1993 Asesor técnico-cultural de Techniart, Laboratorio Fotográfico, Xirivella (Valencia).
- 1993 Ingresa en la Asociación Internacional de Críticos de Arte.
- 1994 Redacción de un informe técnico por encargo de la Dirección General de Promoción Cultural de la Generalitat Valenciana, sobre el Archivo Gráfico de la Consellería de Cultura.
- 1995 Reportaje sobre flora, fauna y paisaje de la Tinença de Benifassà, para el Tomo I de Las observaciones de Cavanilles doscientos años después", editado por Bancaixa, Valencia.
- 1995 Participa como ponente en la mesa redonda “Fotografía”, celebrada en la Casa de la Cultura de Xátiva (Valencia).
- 1996 Colaborador de La Enciclopedia Catalana, Barcelona
- 1993 a 1999 Asesor de el Día de la foto, Valencia.
- 1997 Dirige y modera la mesa redonda “Huella fotográfica” celebrada en el Centro Cultural La Beneficencia, Valencia.
- 1998 y 1999 Colabora en la redacción de “Diccionario de Artistas Valencianos del Siglo XX” bajo la dirección de Francisco Agramunt Lacruz.
- 2000 Colaborador de la Exposición itinerante “Fotografías de Boda (testimonio público de una historia íntima)”, Valencia, Xarxa Museus, Diputación de Valencia.
- 2001-2004 Realiza trabajos para “Repertori bibliogràfic d’Artistes Valencians Contemporànis (1950-2000). Projecte d’investigació de la Universitat de València , bajo la dirección de Don Román de la Calle y patrocinado por la Institució Alfons el Magnànim (Diputació de València) y el Institut Universitari de Creativitat (Universitat de València).
- 2005-2007 Colabora en la redacción del “Diccionario Biográfico Español” por encargo de la Real Academia de la Historia, Madrid.
- 2007-2009 Desempeña trabajos de Secretario General Adjunto de la Real Academia de Bellas Artes de San Carlos de Valencia.
- 2008 Colabora con el profesor Román de la Calle, redactando doce biografías de artistas, con destino al libro “Doce artistas valencianos contemporáneos en la Real Academia de Bellas Artes de San Carlos”.
- 2009 Realiza la catalogación y la reproducción fotográfica de las obras donadas por el Académico D. Vicente Castellano a la Real Academia de Bellas Artes de San Carlos de Valencia.
- 2009-2010 Publica fotografías de fauna y flora valencianas en fotonatura.
- 2010 Colabora con la Sociedad Española de Ornitología.
- 2010 Estudio y redacción de las biografías y referencias bibliográficas de 15 artistas para su publicación en el libro del profesor Román de la Calle titulado “15 artistas valencianos contemporáneos vistos desde la Real Academia de Bellas Artes de San Carlos”.
- 2010 Publica fotografías de naturaleza en Mirada Natural